# Saint-Eugène (Saona i Loira)
Saint-Eugène és un municipi francès situat al departament de Saona i Loira i a la regió de Borgonya - Franc Comtat. L'any 2009 tenia 174 habitants.

## Història
| Data d'elecció                           | Identitat        | Partit | Qualitat |
| ---------------------------------------- | ---------------- | ------ | -------- |
| 1989-2008                                | Louis Lauprêtre  |        |          |
| 2008-                                    | Xavier Duvignaud |        |          |
| les dades anteriors no són pas conegudes |                  |        |          |
|                                          |                  |        |          |

## Demografia
| A partir de 1990: Població sense dobles comptes |